# Albert Frank (Politiker, 1881)
Albert Frank (* 3. September 1881 in Zoppot, Provinz Westpreußen; † 1948) war ein deutscher Politiker der Deutschnationalen Volkspartei (DNVP) und Senator in der Freien Stadt Danzig  (1920–1928).

## Leben
Albert Frank studierte Rechtswissenschaften und wurde zum Dr. jur. promoviert. Er wurde Landesrat in der Danziger Provinzialverwaltung.
Albert Frank wurde bei der Wahl zur verfassungsgebenden Versammlung in Danzig 1920 für die DNVP gewählt. Frank war Senator für Justiz und Soziales in der Freien Stadt Danzig im Senat Sahm I (1920–1924) und Senator für Justiz im Senat Sahm II (1924–1928).
Nach seinem Ausscheiden aus dem Senat war er im Senat Ziehm mit der Leitung der Danziger Delegation des Hafenausschusses betraut.